# BonziBuddy
BonziBuddy ( [ˈbɒnzi bʌd.iː] BON-zee-bud-ee,вироблений як BonziBUDDY ) був безкоштовним віртуальним помічником, створеним Джо та Джеєм Бонзі. За вибором користувача він ділиться жартами та фактами, керує завантаженнями, співає пісні та розмовляє, і ще багато інших функцій, оскільки він використовує Microsoft Agent.
BonziBuddy було описано як шпигунське та рекламне ПЗ і припинено в 2004 році після того, як компанія, що стоїть за ним, зіткнулася з судом щодо програмного забезпечення та була змушена сплатити штрафи. Веб-сайт Бонзі залишався відкритим після припинення роботи BonziBuddy, але був закритий наприкінці 2008 року.

## Дизайн
Програмне забезпечення використовувало технологію Microsoft Agent, подібну до Office Assistant , і спочатку містило Піді, зеленого папугу та одного з персонажів, доступних у Microsoft Agent. У пізніших версіях BonziBuddy у травні 2000 року з’явився власний персонаж: Бонзі, фіолетова горила. Програма також використовувала голосовий синтез тексту для взаємодії з користувачем. Голос називався Sydney і був узятий зі старого пакету Lernout &amp; Hauspie Microsoft Speech API 4.0. У деяких програмах його часто називають Adult Male #2.
Деякі джерела ідентифікують BonziBuddy як шпигунське програмне забезпечення, і компанія заперечує це твердження. У 2002 році стаття в Consumer Reports Web Watch позначила BonziBuddy як шпигунське програмне забезпечення, заявивши, що воно містить бекдор-троян, який збирає інформацію від користувачів. Діяльність, якою займається програма, включає постійне скидання домашньої сторінки веб-браузера користувача на bonzi.com без дозволу користувача, підказки та відстеження різної інформації про користувача, встановлення панелі інструментів і розміщення реклами.
Trend Micro і Symantec класифікували програмне забезпечення як рекламне ПЗ. У записі Spyware Guide ' програму також зазначено, що вона рекламна.

## Рецепція
У квітні 2007 року читачі PC World визнали BonziBuddy шостим у списку під назвою «20 найбільш неприємних технічних продуктів». Один читач критикував програму за те, що вона «постійно з’являлася та приховувала те, що вам потрібно було побачити».
Одна з останніх газетних статей, написаних про BonziBuddy, коли він ще розповсюджувався, описувала його як шпигунське програмне забезпечення та «бич Інтернету».  Інша стаття, знайдена в 2006 році на веб-сайті BusinessWeek, описувала BonziBuddy як «неймовірно дратівливого троянського програмного забезпечення-шпигуна ».

## Суд
Internetnews.com повідомив про врегулювання колективного позову 27 травня 2003 року. Спочатку поданий проти Bonzi Software 4 грудня 2002 року, позов звинувачував Bonzi у використанні своїх рекламних банерів для оманливої імітації попереджень комп’ютера Windows, сповіщаючи користувача про те, що його IP-адреса транслюється. Під час мирової угоди компанія Bonzi Software погодилася змінити свої оголошення так, щоб вони виглядали менше як діалогові вікна Windows, а більше як справжня реклама.
18 лютого 2004 року Федеральна торгова комісія оприлюднила заяву, в якій вказує, що Bonzi Software, Inc. було зобов’язано сплатити 75 000 доларів США як збори, серед інших аспектів, за порушення Закону про захист конфіденційності дітей в Інтернеті шляхом збору особистої інформації дітей віком до років. 13 з BonziBuddy.